# Reedness
Reedness är en ort och civil parish i Storbritannien.   Den ligger i kommunen East Riding of Yorkshire och riksdelen England, i den sydöstra delen av landet, 250 km norr om huvudstaden London. Reedness ligger 5 meter över havet och antalet invånare är 339.
Terrängen runt Reedness är mycket platt. Runt Reedness är det ganska tätbefolkat, med 139 invånare per kvadratkilometer. Närmaste större samhälle är Scunthorpe, 16,4 km sydost om Reedness. Trakten runt Reedness består till största delen av jordbruksmark.